# Ringer-Weltmeisterschaften 2005
Die Ringer-Weltmeisterschaften 2005 fanden vom 26. September bis zum 2. Oktober 2005 in der Papp László Budapest Sportaréna in Budapest statt. Es wurde sowohl im griechisch-römischen als auch im freien Stil gerungen. Die Ringer wurden in jeweils sieben Gewichtsklassen unterteilt. Zum ersten Mal wurden bei Weltmeisterschaften zwei Bronzemedaillen je Wettbewerb vergeben. 734 Sportler aus 98 Nationen hatten ihre Teilnahme angekündigt.

## Griechisch-römisch
Die Wettkämpfe im griechisch-römischen Stil fanden vom 30. September bis zum 2. Oktober 2005 statt.

### Medaillengewinner
| Klasse  | Gold                    | Silber                | Bronze                                    |
| ------- | ----------------------- | --------------------- | ----------------------------------------- |
| -55 kg  | Hamid Soryan Reihanpour | Park Eun-chul         | István Majoros Jermek Köketow             |
| -60 kg  | Armen Nasarjan          | Ali Ashkani Agboloag  | Eusebiu Diaconu Petr Švehla               |
| -66 kg  | Nikolai Gergow          | Kim Min-chul          | Alain Milián Kim Kum-chol                 |
| -74 kg  | Warteres Samurgaschew   | Mark Overgaard Madsen | Marko Yli-Hannuksela Konstantin Schneider |
| -84 kg  | Alim Selimau            | Alexei Mischin        | Sándor István Bárdosi Nazmi Avluca        |
| -96 kg  | Hamza Yerlikaya         | Lajos Virág           | Wassili Teplouchow Justin Ruiz            |
| -120 kg | Mijaín López            | Mihály Deák Bárdos    | Sjarhej Arzjuchin Yekta Yılmaz Gül        |

### Medaillenspiegel
| Rang | Land               | Gold | Silber | Bronze |
| ---- | ------------------ | ---- | ------ | ------ |
| 1    | Bulgarien          | 2    | 0      | 0      |
| 2    | Russland           | 1    | 1      | 1      |
| 3    | Iran               | 1    | 1      | 0      |
| 4    | Türkei             | 1    | 0      | 2      |
| 5    | Kuba               | 1    | 0      | 1      |
|      | Belarus            | 1    | 0      | 1      |
| 7    | Ungarn             | 0    | 2      | 2      |
| 8    | Südkorea           | 0    | 2      | 0      |
| 9    | Dänemark           | 0    | 1      | 0      |
| 10   | Deutschland        | 0    | 0      | 1      |
|      | Finnland           | 0    | 0      | 1      |
|      | Kasachstan         | 0    | 0      | 1      |
|      | Nordkorea          | 0    | 0      | 1      |
|      | Rumänien           | 0    | 0      | 1      |
|      | Tschechien         | 0    | 0      | 1      |
|      | Vereinigte Staaten | 0    | 0      | 1      |

## Freistil
Die Wettkämpfe im Freistil fanden vom 26. bis zum 28. September 2005 statt.

### Medaillengewinner
| Klasse  | Gold                   | Silber                  | Bronze                                      |
| ------- | ---------------------- | ----------------------- | ------------------------------------------- |
| -55 kg  | Dilshod Mansurov       | Radoslaw Welikow        | Jon Hyon-guk Bajaraagiin Naranbaatar        |
| -60 kg  | Alan Dudajew           | Yandro Quintana         | Morad Mohammadi Martin Berberjan            |
| -66 kg  | Machatsch Murtasalijew | Serafim Barzakow        | Geandry Garzón Caballero Otar Tuschischwili |
| -74 kg  | Buwaissar Saitijew     | Árpád Ritter            | Nikolaj Paslar Joe E. Williams              |
| -84 kg  | Rewas Mindoraschwili   | Yoel Romero Palacio     | Taras Danko Magomed Kuruglijew              |
| -96 kg  | Chadschimurad Gazalow  | Eldari Luka Kurtanidse  | Wassyl Tesmynezkyj Aleksei Krupnjakow       |
| -120 kg | Aydın Polatçı          | Alexis Rodríguez Valera | Ottó Aubéli Tolly Thompson                  |

### Medaillenspiegel
| Rang | Land               | Gold | Silber | Bronze |
| ---- | ------------------ | ---- | ------ | ------ |
| 1    | Russland           | 4    | 0      | 0      |
| 2    | Georgien           | 1    | 1      | 1      |
| 3    | Türkei             | 1    | 0      | 0      |
|      | Usbekistan         | 1    | 0      | 0      |
| 5    | Kuba               | 0    | 3      | 1      |
| 6    | Bulgarien          | 0    | 2      | 1      |
| 7    | Ungarn             | 0    | 1      | 1      |
| 8    | Ukraine            | 0    | 0      | 2      |
|      | Vereinigte Staaten | 0    | 0      | 2      |
| 10   | Armenien           | 0    | 0      | 1      |
|      | Iran               | 0    | 0      | 1      |
|      | Kasachstan         | 0    | 0      | 1      |
|      | Kirgisistan        | 0    | 0      | 1      |
|      | Mongolei           | 0    | 0      | 1      |
|      | Nordkorea          | 0    | 0      | 1      |

## Frauen
Die Wettkämpfe der Frauen fanden vom 28. bis zum 30. September 2005 statt. Die Ringerinnen aus Japan sicherten sich in sechs der sieben Wettbewerbe Medaillen. Einzig Eri Sakamoto konnte sich mit einem siebten Platz in der Gewichtsklasse -67 kg nicht auf den Medaillenrängen platzieren.

### Medaillengewinner
| Klasse | Gold            | Silber            | Bronze                                 |
| ------ | --------------- | ----------------- | -------------------------------------- |
| -48 kg | Xuecheng Ren    | Iryna Merleni     | Carol Huynh Makiko Sakamoto            |
| -51 kg | Hitomi Sakamoto | Vanessa Boubryemm | Tsogtbadsaryn Enchdschargal Juling Wen |
| -55 kg | Saori Yoshida   | Lihui Su          | Natalja Golz Tonya Verbeek             |
| -59 kg | Ayako Shōda     | Marianna Sastin   | Sally Roberts Lene Aanes               |
| -63 kg | Kaori Ichō      | Jing Ruixue       | Sara McMann Wolha Chilko               |
| -67 kg | Meng Lili       | Martine Dugrenier | Jelena Perepelkina Catherine Downing   |
| -72 kg | Iris Smith      | Kyōko Hamaguchi   | Anita Schätzle Switlana Sajenko        |

### Medaillenspiegel
| Rang | Land                | Gold | Silber | Bronze |
| ---- | ------------------- | ---- | ------ | ------ |
| 1    | Japan               | 4    | 1      | 1      |
| 2    | Volksrepublik China | 2    | 2      | 1      |
| 3    | Vereinigte Staaten  | 1    | 0      | 3      |
| 4    | Kanada              | 0    | 1      | 2      |
| 5    | Ukraine             | 0    | 1      | 1      |
| 6    | Frankreich          | 0    | 1      | 0      |
|      | Ungarn              | 0    | 1      | 0      |
| 8    | Russland            | 0    | 0      | 2      |
| 9    | Deutschland         | 0    | 0      | 1      |
|      | Mongolei            | 0    | 0      | 1      |
|      | Norwegen            | 0    | 0      | 1      |
|      | Belarus             | 0    | 0      | 1      |